# Burkina Faso
Burkina Faso je celinska država v Zahodni Afriki, ki se je včasih imenovala Zgornja Volta. Leta 1984 je bil organiziran proti stotniku Thomasu Sankari neuspeli državni udar, v katerega je bila vpletena tudi CIA. Državo so nato preimenovali tako, da zdaj v jezikih mosi in diula, ki sta glavna domorodna jezika v državi, pomeni »Dežela pokončnih ljudi«. Burkina Faso na zahodu in severu meji na Mali, na vzhodu na Niger, na jugovzhodu na Benin, na jugu na Togo in Gano, ter na jugozahodu na Slonokoščeno obalo. Glavno mesto je Ouagadougou, ki mu domačini, Burkinabé, pravijo »Waga«.
Po neodvisnosti od Francije leta 1960 se je država v 70. in 80. letih 20. stoletja soočala z vladno nestabilnostjo, ki so ji sledile večstrankarske volitve v zgodnjih 90. letih. Vsako leto se več tisoč kmetijskih delavcev odpravlja na jug na sezonsko delo v Slonokoščeno obalo in v Gano.

## Poimenovanje
Ime države Burkina Faso je sestavljenka mosijske besede 'burkina', ki bi jo lahko v prispodobi prevedli kot »popoln človek«, in diulske besede 'faso' v pomenu »domovina«, tako da Burkina Faso pomeni »Dežela pokončnih ljudi« oziroma »Dežela poštenih ljudi«. V slovenščini je ime države v moškem spolu in se sklanja po vzorcu 'Burkina Faso' in v tožilniku 'Burkina Fasa'. Ime prebivalca je Burkinafasec in ime prebivalke Burkinafaska (Slovenski pravopis, 2001). V okviru stroke je podan predlog, da se za Burkina Faso normativno uporabi ženski spol, prebivalci oz. prebivalke pa bi se lahko imenovali tudi Burkinci in Burkinke.